# Journée internationale des enfants disparus
La journée internationale des enfants disparus (en anglais : International Missing Children's Day) est un évènement annuel et mondial qui se produit tous les 25 mai. 

## Historique
Cette journée est instaurée en 2003 par la Fondation pour l'enfance, l'association La Mouette et l’Aide aux parents d'enfants victimes, toutes les trois membres de la fédération européenne Missing Children Europe (en), sur le modèle de la journée nationale des enfants disparus créée en 1983 par le président Ronald Reagan à la suite de la disparition d'Etan Patz en 1979. 

## Objectifs
Le but principal de la Journée internationale des enfants disparus est de se remémorer les noms et les visages des enfants qui ont été portés disparus et de diffuser un message de solidarité à l'échelle internationale pour les parents. Cette journée vise également à  promouvoir une réflexion sur les stratégies de prévention ou de recherche des enfants à mettre en œuvre en étroite collaboration avec les autorités chargées de l'éducation et de la politique sociale, de la justice et de la police.

### France
Selon un rapport de l'association 116 000 Enfants Disparus, le numéro d’urgence géré par Droit d’Enfance, plus de 40 000 mineurs ont été portés disparus en France en 2022. En collaboration avec la Gendarmerie nationale, l'association sensible à travers cette journée des premiers réflexes à appliquer notamment un signalement rapide en cas de disparition d’un enfant (fugue, enlèvement parentale ou par un tiers...). 

#### Associations partenaires
- Droit d'Enfance : responsable du dispositif 116 000 en France
- Missing Children Europe : fédération européenne pour les enfants disparus et sexuellement exploités
- APEV (Aide aux Parents d’Enfants Victimes)
- Association La Mouette
- Manu Association
- Association Estelle
- Association n'oubliez pas Charazed

## Site externe
- Site officiel 25 Mai-Journée Internationale des enfants disparus